# Parigi-Camembert 2025
La Parigi-Camembert 2025, ottantaseiesima edizione della corsa e valida come evento dell'UCI Europe Tour 2025 categoria 1.1, si svolse il 2 aprile 2025 su un percorso di 198 km, con partenza da Magnanville e arrivo a Livarot-Pays-d'Auge, in Francia. La vittoria fu appannaggio del belga Lander Loockx, il quale completò il percorso in 4h14'59", alla media di 46,591 km/h, precedendo i francesi Paul Seixas e Louis Barré.
Sul traguardo di Livarot-Pays-d'Auge 96 ciclisti, dei 121 partiti da Magnanville, portarono a termine la competizione.

## Squadre e corridori partecipanti
| N.    | Cod. | Squadra                         |
| ----- | ---- | ------------------------------- |
| 1-7   | DAT  | Decathlon AG2R La Mondiale Team |
| 11-16 | EUS  | Euskaltel-Euskadi               |
| 21-27 | NMC  | Nice Métropole Côte d'Azur      |
| 31-37 | IWA  | Intermarché-Wanty               |
| 41-47 | TEN  | TotalEnergies                   |
| 51-57 | GFC  | Groupama-FDJ                    |
| 61-67 | VBF  | VF Group-Bardiani CSF-Faizanè   |
| 71-77 | CJR  | Caja Rural-Seguros RGA          |
| 81-86 | COF  | Cofidis                         |

| N.      | Cod. | Squadra                           |
| ------- | ---- | --------------------------------- |
| 91-97   | WB2  | Wagner Bazin WB                   |
| 101-107 | TNN  | Team Novo Nordisk                 |
| 111-117 | UXM  | Uno-X Mobility                    |
| 121-127 | EKP  | Equipo Kern Pharma                |
| 131-137 | ARK  | Arkéa-B&B Hotels                  |
| 141-147 | AUB  | St Michel-Preference Home-Auber93 |
| 151-157 | VRR  | Van Rysel-Roubaix                 |
| 161-167 | UCN  | CIC-U-Nantes                      |
| 171-177 | RKT  | Unibet Tietema Rockets            |

## Ordine d'arrivo (Top 10)
| Pos. | Corridore        | Squadra       | Tempo    |
| ---- | ---------------- | ------------- | -------- |
| 1    | Lander Loockx    | Unibet        | 4h14'59" |
| 2    | Paul Seixas      | Decathlon     | s.t.     |
| 3    | Louis Barré      | Intermarché   | s.t.     |
| 4    | Ewen Costiou     | Arkéa         | s.t.     |
| 5    | Léo Bisiaux      | Decathlon     | s.t.     |
| 6    | Thibaud Gruel    | Groupama      | a 44"    |
| 7    | Matyáš Kopecký   | Novo Nordisk  | a 56"    |
| 8    | S. Koller Løland | Uno-X         | s.t.     |
| 9    | Benjamin Thomas  | Cofidis       | s.t.     |
| 10   | Sandy Dujardin   | TotalEnergies | s.t.     |